# Olympische Sommerspiele 1980/Teilnehmer (Puerto Rico)
| Gelbes Symbol für Goldmedaillen mit stilisierten Olympischen Ringen | Graues Symbol für Silbermedaillen mit stilisierten Olympischen Ringen | Braundes Symbol für Bronzemedaillen mit stilisierten Olympischen Ringen |
| ------------------------------------------------------------------- | --------------------------------------------------------------------- | ----------------------------------------------------------------------- |
| —                                                                   | —                                                                     | —                                                                       |

Puerto Rico nahm an den Olympischen Sommerspielen 1980 in Moskau mit einer Delegation von drei männlichen Sportlern im Boxen teil. Ein Medaillengewinn gelang keinem der Sportler. Wegen des Boykotts der Olympischen Spiele nahm Puerto Rico unter der olympischen Flagge teil.

## Teilnehmer nach Sportarten

### Boxen
- Alberto Mercado
Fliegengewicht: im Achtelfinale ausgeschieden

- Luis Pizarro
Federgewicht: im Viertelfinale ausgeschieden

- José Angel Molina
Halbweltergewicht: im Viertelfinale ausgeschieden